# NGC 6150B
NGC 6150B es una pequeña galaxia en la constelación de Hércules, que se encuentra en la lista del Nuevo Catálogo General de Objetos en el Cielo Profundo. Este astro no es un objeto Dreier.

## Descubrimiento
El objeto fue descubierto el 18 de marzo de 1787 por William Herschel, utilizando un telescopio reflectivo cuya lente tenía un diámetro de 18,7 cm de ancho.

## Datos

### Datos de observación
Según la clasificación morfológica de galaxias, la NGC 6150B es del tipo S0. El brillo visible a simple vista es 14,3 mag, y el intervalo dentro de la frecuencia mínima a la máxima es 15.3 mag, mientras que el brillo de la superficie es 11,7 mag/arcmin2. El NGC 6150B tiene un tamaño aparente de 0,5' х 0,2'.

### Datos astronómicos
El edificio es de la época Ј2000.0. Su rectascencia , es decir, el ángulo medido entre la eclíptica y el ecuador celeste con un tema en el punto de resorte, es 16 h 25 m 44,4 s, y su declinación, es decir, la altura del arco en ese ángulo, +40° 28' 32". La posición del objeto es 145°.

## Otras divisiones
El estudio de la NGC 6150B ha sido realizado por varios investigadores y, por lo tanto, se incluye en otras colecciones bien conocidas según diferentes criterios de división. Así, en el Catálogo de Galaxias Principales (PGC), el objeto se encuentra con la marca 58100. Dentro de los satélites del cielo profundo, Uranometría 2000.00, el objeto pertenece al grupo marcado con el número 80; mientras que el Guide Star Catalog (GSC) se agrupa bajo el número de casa 3065a que está inscrita en la encuesta fotográfica del Observatorio Palomar en 1958, que se menciona en el grupo bajo el número 743.